# Ringo (음반)
| 전문가 평가                    | 전문가 평가 |
| 평가 점수                      | 평가 점수   |
| 출처                           | 점수        |
| ------------------------------ | ----------- |
| AllMusic                       | [ 1 ]       |
| Christgau's Record Guide       | B–          |
| Encyclopedia of Popular Music  | [ 3 ]       |
| The Essential Rock Discography | 7/10        |
| MusicHound                     | 3.5/5       |
| Music Story                    | [ 6 ]       |
| Q                              | [ 7 ]       |
| Record Collector               | [ 8 ]       |
| The Rolling Stone Album Guide  | [ 9 ]       |

《Ringo》는 1973년 애플 레코드에 발매된 링고 스타의 세 번째 스튜디오 음반이다. 그 음반은 영국 음반 차트에서 7위를 차지했고 빌보드 200에서 2위를 차지했으며 미국 음반 산업 협회에 의해 플래티넘 인증을 받았다. 캐나다에서는 RPM 국가 음반 차트에서 1위에 올랐다. 이 음반은 비틀즈 4명의 출연과 그의 수많은 게스트 스타들로 유명하고, 이후의 많은 음반과 투어에서 스타의 표식이 될 것이다. 이 음반은 1970년 밴드의 해체와 1980년 존 레논의 살해 사건(모두 어느 시점에서든 동시에 작업한 것은 아니지만) 사이에 네 명의 비틀즈 모두가 협력한 유일한 프로젝트로 유명하며, 그 이후의 많은 음반과 투어에서 스타의 시그니처가 될 수 있는 수많은 게스트 스타들로 유명하다.

## 배경
스타는 1970년에 솔로 음반 《Sentimental Journey》와 《Beaucoups of Blues》를 발표했다. 그는 1971~72년에 걸쳐 그의 전 비틀즈 동료 조지 해리슨이 프로듀싱을 하고 공동 작곡한 싱글 〈It Don't Come Easy〉와 〈Back Off Boogaloo〉를 발표했다. 이 두 싱글 모두 큰 성공을 거두었고, 보통은 그들을 지지하기 위해 음반에 영감을 주었을 것이지만, 스타는 이 기간 동안 연기에 집중하는 것을 선호하면서 끝까지 따라가지 않았다. 1973년 초, 스타는 그의 첫 번째 록 솔로 음반을 시작할 때가 적절하다고 결정했다. 그는 이미 리처드 페리를 이용해 《Sentimental Journey》의 트랙 중 하나를 편곡한 바 있어 세션 프로듀싱을 부탁했다.

## 곡 목록
| #  | 제목                                         | 작사·작곡                  | 재생 시간 |
| -- | -------------------------------------------- | -------------------------- | --------- |
| 1. | 〈I'm the Greatest〉                         | 존 레논                    | 3:21      |
| 2. | 〈Have You Seen My Baby〉                    | 랜디 뉴먼                  | 3:44      |
| 3. | 〈Photograph〉                               | 리처드 스타키, 조지 해리슨 | 3:56      |
| 4. | 〈Sunshine Life for Me (Sail Away Raymond)〉 | 해리슨                     | 2:45      |
| 5. | 〈You're Sixteen〉                           | 밥 셔먼, 딕 셔먼           | 2:48      |

| #  | 제목                  | 작사·작곡                  | 재생 시간 |
| -- | --------------------- | -------------------------- | --------- |
| 1. | 〈Oh My My〉          | 스타키, 비니 폰치아        | 4:16      |
| 2. | 〈Step Lightly〉      | 스타키                     | 3:15      |
| 3. | 〈Six O'Clock〉       | 폴 매카트니, 린다 매카트니 | 4:06      |
| 4. | 〈Devil Woman〉       | 스타키, 폰치아             | 3:50      |
| 5. | 〈You and Me (Babe)〉 | 해리슨, 말 에반스          | 4:59      |

| #   | 제목                   | 작사·작곡 | 재생 시간 |
| --- | ---------------------- | --------- | --------- |
| 11. | 〈It Don't Come Easy〉 | 스타키    | 3:02      |
| 12. | 〈Early 1970〉         | 스타키    | 2:20      |
| 13. | 〈Down and Out〉       | 스타키    | 3:04      |

## 인증
| 국가                       | 인증     | 판매량/출하량 |
| -------------------------- | -------- | ------------- |
| 영국 (BPI)                 | 골드     | 100,000^      |
| 미국 (RIAA)                | 플래티넘 | 1,000,000^    |
| ^출하량을 기반으로 한 인증 |          |               |